# ۱۱ رمضان
۱۱ رمضان، یازدهمین روز از ماه رمضان در تقویم هجری قمری است.
در تقویم هجری قمری قراردادی این روزدویست و چهل و هفتمین روز سال است.